# Har Cameret
Har Cameret (hebrejsky: הר צמרת) je vrch o nadmořské výšce okolo 470 metrů v severním Izraeli, v Dolní Galileji.
Leží cca 2 kilometry severozápadně od centra Nazaretu. Má podobu výrazného návrší, které je součástí vysočiny Harej Nacrat a dominuje ze západu historickému Nazaretu. Vrcholové partie hory jsou zčásti části stavebně využity pro předměstskou zástavbu Nazaretu. Severozápadní a severní svahy jsou ovšem nezastavěné a zčásti i zalesněné. Lesní komplex se rozkládá i na jižních úbočích, kde terén přechází na návrší Giv'at Jif'a s vesnicí Kfar ha-Choreš. Na jihozápadní straně se rozkládá sousední hora Har Bahran.